# Melzo
Melzo ist eine Gemeinde mit 18.386 Einwohnern (Stand 31. Dezember 2023) in der Metropolitanstadt Mailand, Region Lombardei. 

## Geografie
Die Nachbarorte von Melzo sind Gorgonzola, Pozzuolo Martesana, Cassina de’ Pecchi, Vignate, Truccazzano und Liscate.

## Bevölkerungsentwicklung
Melzo zählt 7862 Privathaushalte. Zwischen 1991 und 2001 stieg die Einwohnerzahl von 18.430 auf 18.546. Dies entspricht einem prozentualen Zuwachs von 0,6 %.

## Persönlichkeiten
- Emiliano Lauzi (* 1994), Snowboarder